# Национальный олимпийский и спортивный комитет Буркина-Фасо
Национальный олимпийский и спортивный комитет Буркина-Фасо (фр. Comité National Olympique et des Sports Burkinabè) — организация, представляющая Буркина-Фасо в международном олимпийском движении. Основан в 1965 году; зарегистрирован в МОК в 1972 году.
Штаб-квартира расположена в Уагадугу. Является членом Международного олимпийского комитета, Ассоциации национальных олимпийских комитетов Африки и других международных спортивных организаций. Осуществляет деятельность по развитию спорта в Буркина-Фасо.